# Mann
Mann (hrvatski: čovjek), naziv je za čin Schutzstaffela i drugih manjih vojnih formacija Nacionalsocijalističke stranke. Čin Mann najviše na podsjeća na čin SS-a i Sturmabteilunga, gdje je Mann najniži čin i usporediv je s HV-ovim činom vojnik.
Godine 1938., kada se osnovao SS-Verfügungstruppe (kasnije prozvan Waffen SS), SS je promijenio čin Mann u Schütze, dok je za Allgemeine SS čin Mann ostao nepromijenjen. Čin Mann je bio niži od čina Obermann.   
U većini organizacija Nacionalsocijalističke stranke, Mann nije bio posebno označavan. Neke su skupine, da bi naglasile čin, stavljale prazan kolarni znak i praznu oznaku na ramenima.
Postojao je i niži čin zvan Anwärter. Ustanovljen je sredinom 30-ih godina 20. stoljeća, a označavao je novaka ili kadeta. Pojedinac koji je nosio taj čin kasnije bi postao Mann SS-a ili SA-a.

## Vanjske poveznice
- SS Mann ubijeni 1943.